# Podhale Nowy Targ (piłka nożna)
NKP Podhale Nowy Targ – polski klub piłkarski z Nowego Targu. Od sezonu 2025/26 występuje w II lidze.

## Historia i opis klubu
Podhale Nowy Targ powstało w 1932 roku. W 1951 roku sekcja piłkarska odniosła największy sukces – 2. miejsce w Klasie A, która była trzecim poziomem rozgrywek piłkarskich w Polsce. Wiosną 2000 roku została zlikwidowana.
25 września 2009 roku z połączenia sekcji piłki nożnej KS Szarotka Nowy Targ i drugoligowego klubu piłki halowej KS Krokus-Podhale Nowy Targ utworzono Nowotarski Klub Piłkarski Podhale Nowy Targ, który nawiązuje do tradycji dawnego piłkarskiego Podhala.

## Sukcesy
- 2. miejsce w Klasie A (III poziom) – 1951[3]
- I runda Pucharu Polski – 2020/2021[8]
- Zdobywca Pucharu Polski na szczeblu MZPN – 2016/2017[9], 2019/2020[10], 2023/2024
- Zdobywca Pucharu Polski na szczeblu OZPN Nowy Sącz – 2015/2016[11], 2016/2017[12], 2019/2020[13]
- Zdobywca Pucharu Polski na szczeblu Podhalańskiego Podokręgu Piłki Nożnej – 2015/2016[14], 2018/2019[15]

## Stadion
Podhale domowe mecze rozgrywa na Stadionie Miejskim im. Józefa Piłsudskiego przy ul. Kolejowej 161 w Nowym Targu. Dane techniczne obiektu:
- pojemność: 900 miejsc (802 siedzących)
- oświetlenie: tak
- wymiary boiska: 105 m × 65 m[16][17]

21 sierpnia 1947 roku na stadionie został rozegrany mecz Polska A – Polska B (3-1).

## Sezon po sezonie

Afisz meczu Podhale Nowy Targ - Wisła Kraków, 21 lipca 1946 roku

- 1977/78 – III liga, grupa: IV – 14. miejsce
- 1978/79 – Klasa okręgowa
- 2010/11 – Klasa B, grupa: Podhale – 1. miejsce
- 2011/12 – Klasa A, grupa: Podhale – 1. miejsce
- 2012/13 – Liga okręgowa, grupa: Nowy Sącz – 8. miejsce
- 2013/14 – Liga okręgowa, grupa: Nowy Sącz – 1. miejsce
- 2014/15 – IV liga, grupa małopolska wschodnia – 1. miejsce
- 2015/16 – III liga, grupa: małopolsko-świętokrzyska – 4. miejsce
- 2016/17 – III liga, grupa: IV – 8. miejsce
- 2017/18 – III liga, grupa: IV – 5. miejsce
- 2018/19 – III liga, grupa: IV – 2. miejsce
- 2019/20 – III liga, grupa: IV – 9. miejsce
- 2020/21 – III liga, grupa: IV – 7. miejsce
- 2021/22 – III liga, grupa: IV – 5. miejsce
- 2022/23 – III liga, grupa: IV – 10. miejsce
- 2023/24 – III liga, grupa: IV – 14. miejsce
- 2024/25 – III liga, grupa: IV – 2. miejsce  [a]